# Pierre Galin
Pierre Galin, född 16 december 1786 i Samatan, Frankrike, död 31 augusti 1821 i Paris, var en fransk musikpedagog och utvecklare av det som blev Galin-Paris-Chevé-systemet.

## Biografi
Galin studerade matematik och handel och blev matematiklärare i Bordeaux vid en skola för barn med talsvårigheter och hörsvårigheter. Han studerade musik på egen hand, men hade svårt att förstå sina läroböcker tills han upptäckte principerna för rörlig do solfège. Han rekommenderade separata studier i tonhöjd och rytm, och utarbetade en numrerad musikalisk notation som liknar  Rousseaus system. Galin rekommenderade även eleverna att också lära sig notskrift.
Efter att framgångsrikt undervisat sina idéer i Bordeaux flyttade han till Paris, där han ledde en grupp entusiastiska studenter, särskilt Aimé Paris. Det slutade med att Paris plagierade Galins idéer i tryck och påstod sig senare aldrig ha känt honom. Galin blev senare sjuk, även om han fortsatte att undervisa fram till sin död. Han är begravd på Père Lachaise-kyrkogård.

## Systemet
Han publicerade aldrig en förklaring av sitt undervisningssystem, även om hans Exposition d'une nouvelle méthode pour l'enseignement de la musique eller Explanation of a New Way of Teaching Music (1818), riktad till lärare, beskriver många av hans idéer. Förutom sin nya notskrift förespråkade han användningen av méloplaste ("sångformare"), en notrad utan klav, med endast en grundton, från vilken Galin pekade på toner med en käpp som eleverna kunde sjunga. För rytmen förespråkade han en kronomerist, en tabell med notvärden som alla tydligt relaterade till en enda enhet, vilket tydliggör de accentuella mönstren.

## Verk
- Exposition d'une nouvelle méthode pour l'enseignement de la musique / Förklaring av ett nytt sätt att undervisa i musik (3 upplagan: 1818, 1835, 1862).